# Clément Raynaud
Clément Raynaud est un avocat, journaliste et homme politique français né le 11 août 1883 à Montferrand (Aude) et décédé le 5 août 1960 à Carcassonne (Aude).
Avocat au barreau de Carcassonne dont il fut le Bâtonnier[Quand ?], il a aussi une intense activité de journaliste, comme rédacteur en chef de La Démocratie de l'Aude et collaborateur à La Dépêche de Toulouse.
Conseiller municipal de Carcassonne de 1908 à 1910 et de 1925 à 1940, il est aussi conseiller général de Carcassonne dès 1924. Il est sénateur de l'Aude de 1932 à 1940. Clément Raynaud a voté les pleins pouvoirs à Pétain, et a été déporté.

## Sources
- « Clément Raynaud », dans le Dictionnaire des parlementaires français (1889-1940), sous la direction de Jean Jolly, PUF, 1960 [détail de l’édition]
- Rémy Cazals et Daniel Fabre, Les Audois Dictionnaire biographique, Association des Amis des Archives de l'Aude, Fédération Audoise des Œuvres Laïques, Société d'Études Scientifiques de l'Aude, Carcassonne 1990,  (ISBN 2-906442-07-0).
- Jean Fourié, Essai de nomenclature générale des Audois célèbres, Espéraza, 1975.
- Félix Roquefort, Ils sont entrés dans la légende, Conques-sur-Orbiel, 1981.
- Clément Cartier, Les grandes affaires criminelles de l'Aude, Ed. Privat, 1996,  (ISBN 2-7089-5388-5).
- Journal La Dépêche du Midi.
- Journal L'Indépendant.
- Journal Midi Libre.